# Gornji Petrič
Pjetërq i Epërm en albanais et Gornji Petrič en serbe latin (en serbe cyrillique : Горњи Петрич) est une localité du Kosovo située dans la commune/municipalité de Klinë/Klina et dans le district de Pejë/Peć. Selon le recensement kosovar de 2011, elle compte 563 habitants.

## Démographie

### Évolution historique de la population dans la localité
| 1948 | 1953 | 1961 | 1971 | 1981 | 1991  | 2011 |
| ---- | ---- | ---- | ---- | ---- | ----- | ---- |
| 433  | 457  | 564  | 642  | 909  | 1 192 | 563  |

|  |

### Répartition de la population par nationalités (2011)
En 2011, les Albanais représentaient 92,71 % de la population et les Égyptiens 4,61 %.